# Shinta Fukushima
Shinta Fukushima (født 28. januar 1989) er en tidligere japansk fodboldspiller.
Han har spillet for flere forskellige klubber i sin karriere, herunder Nagoya Grampus og Tokushima Vortis.